# Pedro de Alvarado

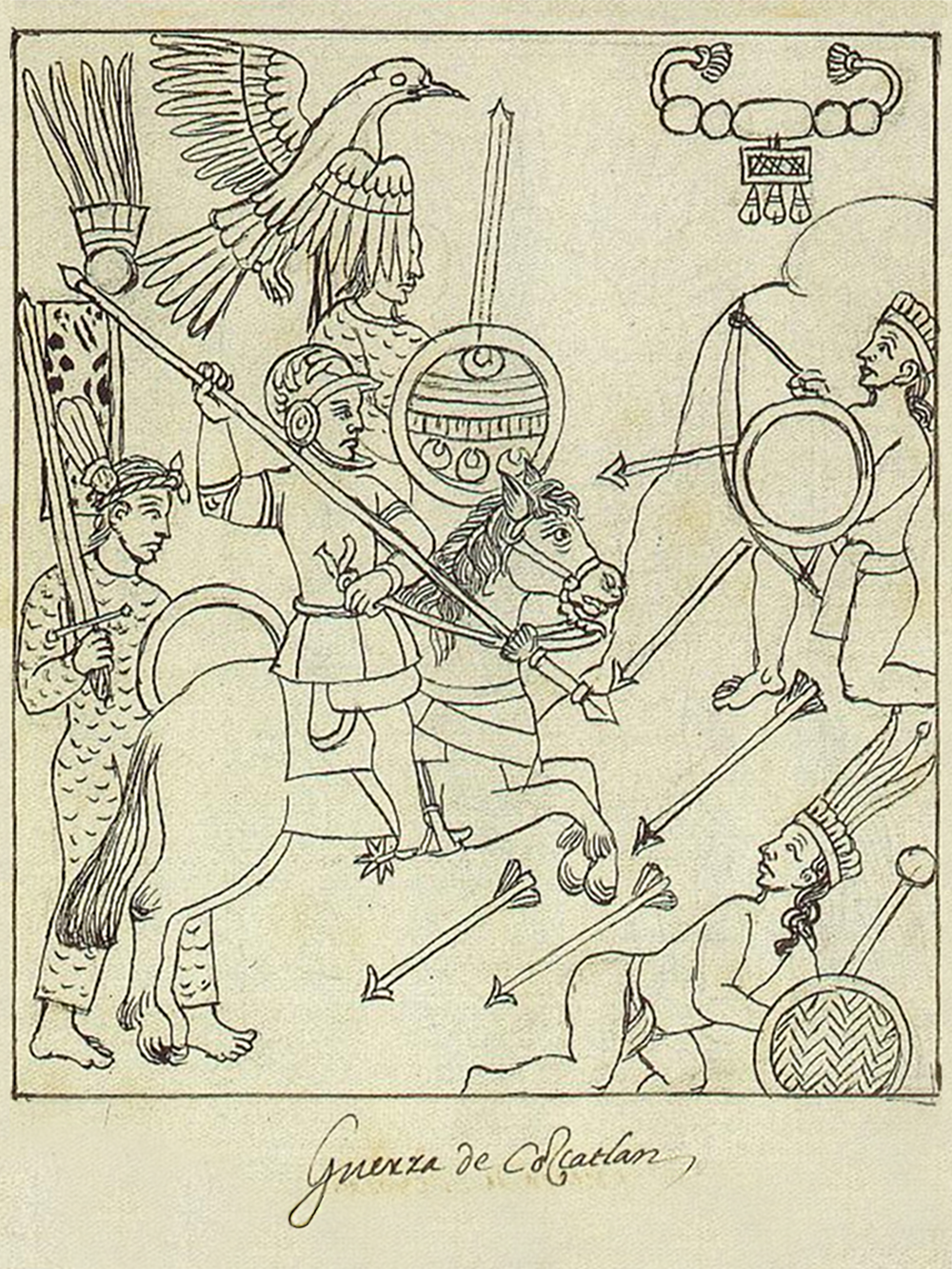
Zeitgenössische Darstellung Alvarados (entstanden 1524).

Pedro de Alvarado y Contreras  (* um 1486 in Badajoz, Spanien; † 4. Juli 1541 in Guadalajara, Königreich Neugalizien) war ein Gouverneur und Generalkapitän des Königreichs Guatemala, Ritter des Ordens von Santiago sowie ein spanischer Konquistador, der an der Eroberung Kubas, der Eroberung des Aztekenreichs unter Hernán Cortés sowie an der Eroberung der Mayastaaten in einem großen Teil Mittelamerikas (Guatemala, Honduras und El Salvador) beteiligt war. Bei den Indigenen war er wegen seiner blonden Haare unter dem Spitznamen Tonatiuh bekannt, was in der aztekischen Sprache Nahuatl die Sonne bedeutet.

## Leben

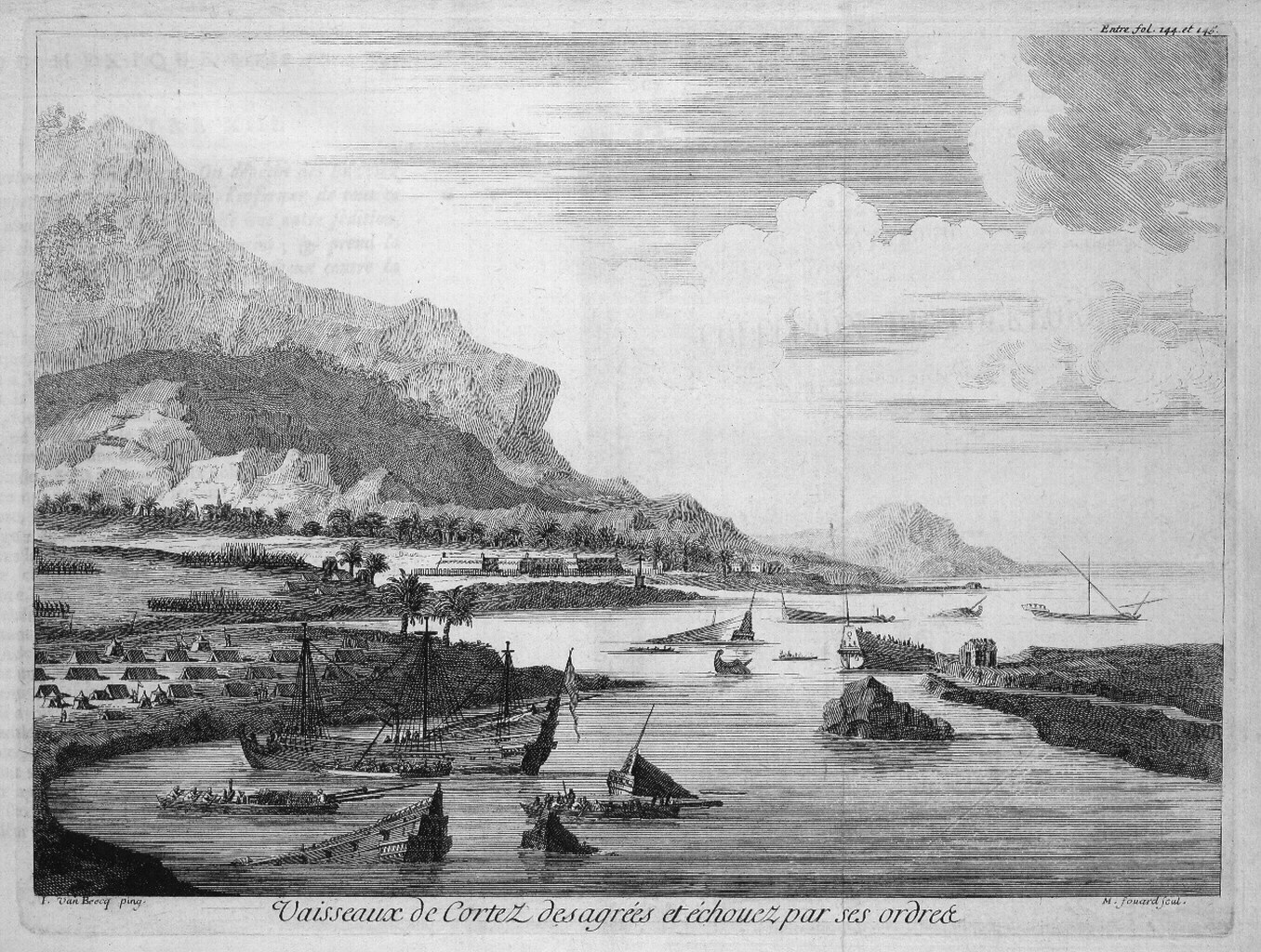
Cortés versenkt seine Schiffe, Bild von Karel Donatus Van Beecq (1638–1722).

### Familie
Pedro de Alvarado war der älteste Sohn des Kommandanten von Lobón und Puebla, Diego Gómez de Alvarado, und dessen Frau Mexía de Sandoval. Er hatte fünf Brüder (Gonzalo, Jorge, Gómez, Hernando und Juan) und zwei Schwestern (Catalina und Sarra). Alle Brüder suchten gemeinsam ihr Glück in der neuen Welt. Auch sein Vetter Alonso de Alvarado suchte zeitgleich Landgewinn in der neuen Welt; er beteiligte sich an der Eroberung des Inkareiches.

### In der Karibik
Im Jahr 1510 begab sich Pedro de Alvarado gemeinsam mit seinen Brüdern nach Hispaniola und nahm mit ihnen 1511 an der Eroberung Kubas teil. Im Frühling 1518 wurde Juan de Grijalva mit einer Erkundungsreise der westlich von Kuba gelegenen Gewässer und Küsten beauftragt. Pedro de Alvarado nahm als Kommandant eines der vier Schiffe an dieser Expedition teil. Sie erkundeten die bereits teilweise bekannten Gewässer der Halbinsel Yucatán und steuerten dann mit nördlichem Kurs die Küste des Kontinents entlang. Es war die erste spanische Expedition, die in den Machtbereich der Mexicas eindrang und erste Handelskontakte zu den Azteken knüpfte. Während dieser Erkundungsfahrt betrat Pedro de Alvarado auch den Ort Atlizintla (Alvarado) und benannte sowohl die Stadt als auch den durch die Ansiedlung strömenden Fluss nach sich selbst. Der Ort trägt heute noch seinen Namen.
Ende des Jahres kehrte Alvarados Schiff als einziges nach Kuba zurück und er berichtete dem Gouverneur Diego Velázquez de Cuéllar vom Reichtum und der Pracht der dortigen Völker.

### Eroberung Mexikos
Im Jahr 1519 rüstete Diego Velázquez de Cuéllar eine weitere Expedition aus und übergab das Kommando über diese Truppe an Hernán Cortés. Gemeinsam mit seinem Bruder Gonzalo de Alvarado und mindestens einem weiteren Bruder (Jorge) schloss sich Pedro de Alvarado dieser Expedition an. Cortés übergab Pedro de Alvarado die Befehlsgewalt über eines der elf Schiffe der Flotte. Am 21. April 1519 landete Cortés mit über 500 Mann bei San Juan de Ulúa.

#### Zug nach Tenochtitlan

Weg der Spanier nach Tenochtitlan.

Obwohl sein Auftrag ausdrücklich nur auf Erkundung der Küste lautete, beschloss Cortés, in das Aztekenreich zu ziehen. Alvarado ernannte er zu seinem Stellvertreter. Aufgrund seiner wagemutigen Kampfweise, aber auch wegen seines Erscheinungsbildes, großgewachsen und mit auf die Schulter fallenden blonden Locken, war er der erste Conquistator, der von den Mexica einen Spitznamen erhielt. Sie nannten ihn Tonatiuh (= „Sohn der Sonne“).
Auf ihrem Weg zur Hauptstadt der Azteken, Tenochtitlan, trafen die Spanier auf die Bewohner von Tlaxcala und gewannen sie als Verbündete gegen die Azteken. Pedro de Alvarado förderte das Bündnis durch die Heirat mit einer adligen Tlaxcaltekin. Sie wurde getauft und erhielt den spanischen Namen Doña Luisa. Mit dieser Frau hatte Alvarado zwei Kinder: einen Sohn, der wie sein Vater auf den Namen Pedro getauft wurde, und eine Tochter, Doña Leonora, die später Don Francisco de la Cueva heiratete.
Der Aztekenherrscher Moctezuma II. empfing Cortés und seine Armee am 8. November 1519 und ließ den Spaniern einen Palastkomplex mit einem großen Innenhof als Wohnstatt anweisen. Wenige Tage später nahmen ihn die Spanier in seinem eigenen Palast gefangen und überführten ihn als Geisel in ihren Palast.

#### Massaker von Tenochtitlan
Diego Velázquez de Cuéllar, der Gouverneur von Kuba, hatte unterdessen eine Flotte unter dem Oberbefehl des Pánfilo de Narváez abgesandt, um den eigenmächtig handelnden Cortés gefangen zu nehmen. Als Cortés von der Landung seines Gegners erfuhr, ließ er Pedro de Alvarado mit 150 Mann in Tenochtitlan zurück und marschierte am 20. Mai 1520 mit den übrigen 250 Mann und einem Kontingent indianischer Hilfstruppen Narváez entgegen. Wenige Tage fand in der Stadt am Templo Mayor ein religiöses Fest statt. Ohne Anlass befahl Alvarado, die unbewaffneten Festteilnehmer niederzumetzeln. Bei diesem Massaker kamen seinen eigenen Angaben zufolge zwischen 2000 und 3000 Azteken ums Leben. Er äußerte sich diesbezüglich gegenüber dem Conquistador Juan Álvarez, der sich zeitgleich in Tenochtitlan aufhielt, aber von dem Massenmorden völlig überrascht wurde, mit den Worten dass derjenige, der den ersten Schlag führt, auch den Sieg erringt. Nun griffen die Mexica zu den Waffen und belagerten Alvarado und seine Männer in ihrem Palast. Cortés war es gelungen, Narváez zu besiegen und dessen Männer auf seine Seite zu ziehen. Als er, verstärkt durch die Soldaten des Narváez, nach Tenochtitlan zurückkehrte, war auch er dem Aufstand der Azteken ausgesetzt.

#### Noche Triste
Da sich die gesamte Stadt gegen die Eindringlinge erhoben hatte, waren die Belagerten auch von der Nahrungsversorgung abgeschnitten, und ihre Lage wurde prekär. In der Nacht vom 30. Juni auf den 1. Juli 1520 versuchten sie der Belagerung zu entkommen und flüchteten über einen der Dämme aus Tenochtitlan. Alvarado kämpfte in der am stärksten bedrängten Nachhut. Es gelang ihm als einem der letzten, angeblich nach Art eines Stabhochspringers durch Einsatz seiner Lanze, die Dammunterbrechung zu überwinden. Dieser Sprung wurde später als der Sprung des Alvarado (Salto de Alvarado) legendär (eine ortstreue Straßenbenennung in Mexiko-Stadt soll daran noch heute erinnern). Im späteren Ermittlungsverfahren beteuerte Alvarado, seine Truppe nicht durch einen Lanzensprung feige verlassen zu haben, sondern wie andere seiner Truppe einen Balken zur Flucht genutzt zu haben. Von seiner Kompanie überlebten nur sieben Spanier und acht Tlaxcalteken. Diese Nacht, die nur ein Viertel der Spanier überlebte, ging als Noche Triste („traurige Nacht“) in die Geschichte ein.

#### Eroberung Tenochtitlans
Nach ihrer Flucht aus Tenochtitlan erholten sich die Spanier bei den Tlaxcalteken. Mit frischen Kräften aus Spanien und verbündeten Stämmen griffen sie die Stadt am 31. Mai 1521 an und eroberten sie nach zehnwöchiger Belagerung. Auch hier kämpfte Pedro de Alvarado an vorderster Front.

### Eroberung von Guatemala
Im Jahr 1523 übernahm Alvarado gemeinsam mit seinem Vetter Gonzalo de Sandoval die Heerführung über eine Armee, die aus 120 Reitern, 300 Fußsoldaten und mehreren hundert indianischen Hilfstruppen aus Cholula und Tlaxcala bestand. Auf Anweisung von Cortés führten die beiden die Armee ins Hochland von Chiapas mit der Zielrichtung Guatemala. Die dortigen Cakchiquel hatten die Spanier gegen ihre Feinde, die Quiché, zur Hilfe gerufen. Die Konquistadoren bekämpften die autonomen Fürstentümer des Hochlandes und unterwarfen im Jahr 1524 das Reich der Quiché und wenig später auch das der Cakchiquel im heutigen Guatemala.
Unter ihrem Anführer Tecun Uman wurden die Quiché von Alvarados Truppen im Februar 1524 im Tal von Xelaju, in der Nähe der heutigen Stadt Quetzaltenango vernichtend geschlagen. Tecun Uman wurde getötet, und bis zu 10.000 Quiché-Indios kamen ums Leben. Nach der Niederlage bewirteten die unterworfenen Quiché die neuen Machthaber ihren Gebräuchen entsprechend mit allem zur Verfügung stehendem Luxus, als sie aber kein Gold anliefern konnten, befahl Pedro de Alvarado, alle versammelten Indianer bei lebendigem Leib zu verbrennen.
Nach der Eroberung Guatemalas wurde Alvarado von Karl V. zum Gouverneur des Landes ernannt. Er beauftragte Juan Rodríguez Cabrillo, eine Expedition entlang der nördlichen Pazifikküste durchzuführen.
Legendenbildung in Guatemala

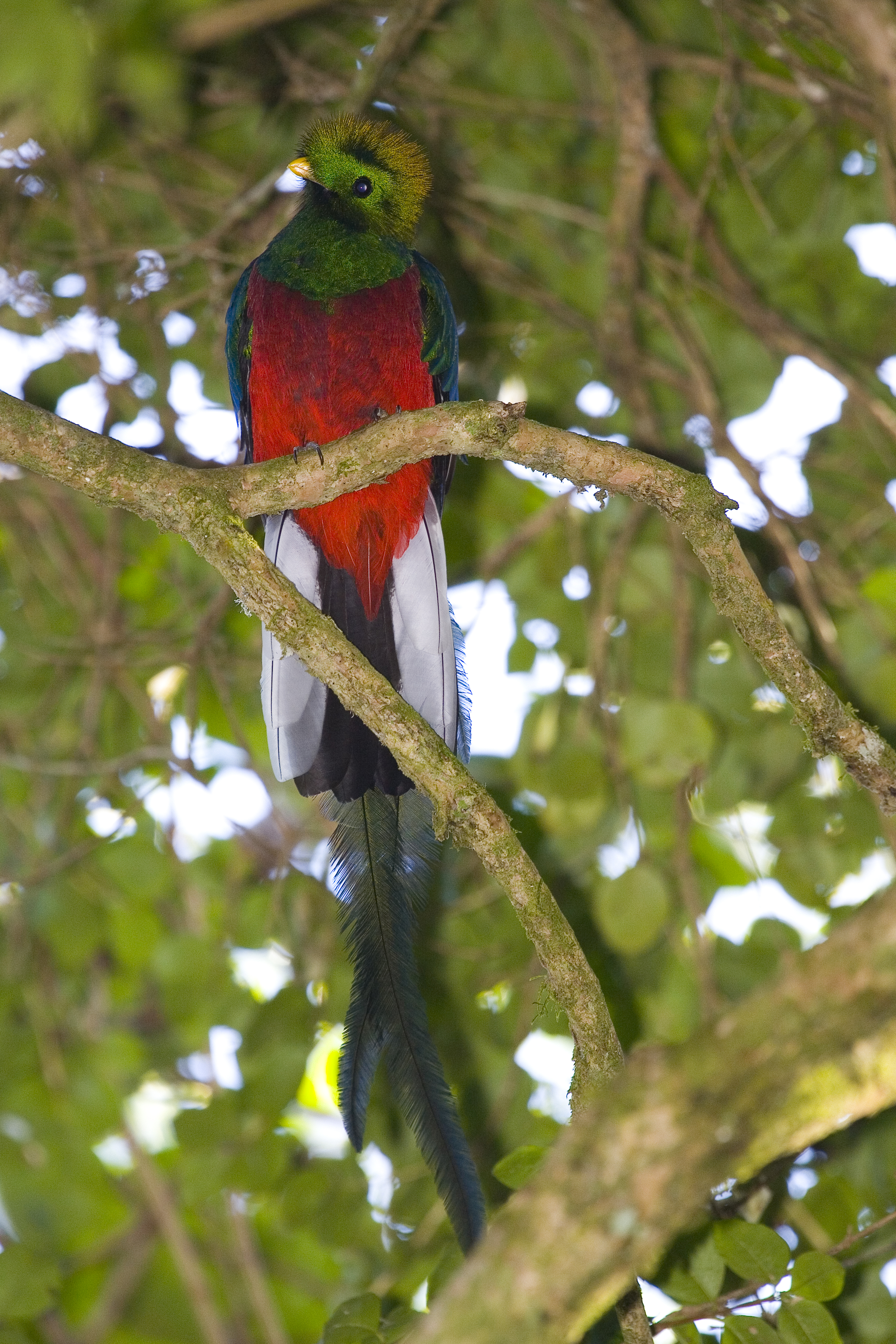
Quetzal mit prächtigem Federkleid.

In den mündlichen Überlieferungen der Quiché besaß der Quetzal ursprünglich ein ausschließlich grünes Federkleid. Seine scharlachrote Brust erhielt er der Legende nach erst nach der Eroberung des Quiché-Reiches durch Pedro de Alvarado in den Jahren 1524 und 1525. Der Quetzal soll im Blut des ermordeten letzten Königs der Quiché, Tecun Uman, gebadet haben. Dadurch färbte sich die Brust des männlichen Quetzalvogels scharlachrot und gilt seither als Symbol für die Trauer um den letzten König der Quiché, Tecun Uman, und den daraus resultierenden Verlust der Freiheit des Volkes.
Im Baile de la Conquista, einem an Fest- und Feiertagen häufig zu sehenden Tanz mit Masken und farbenfrohen Gewändern, wird der Kampf der Indianer gegen die Spanier unter Pedro de Alvarado, der eine wenig schmeichelhafte helle Maske trägt, nachgestellt. Der Tanz wurde früher von der katholischen Kirche gefördert, weil er mit der Unterwerfung der Indianer unter das Christentum endete. Manchmal wird auch Maximón, eine in vielen Hochlanddörfern Guatemalas verehrte und gleichermaßen gefürchtete Gottheit, mit Pedro de Alvarado assoziiert.

### In Peru
Im Jahr 1532 bekam Alvarado eine königliche Erlaubnis (cédula real) zur Conquista auf den Gewürzinseln im Pazifik. Als er aber 1533 von den Reichtümern des Inkareichs in den Anden erfuhr, änderte er seine Pläne. Er investierte seinen gewonnenen Reichtum in eine Expedition, um nach diesem Gold zu suchen, und nahm zudem Schulden auf, um die teure Expedition zu finanzieren. Um eine Flotte im Pazifik zu haben, gründete er im Süden Guatemalas die Hafenstadt Iztapa mit einer Werft. Als das achte Schiff fertiggestellt war, bemannte er diese kleine Flotte mit ca. 500 gut bewaffneten Konquistadoren, 119 Pferden, 2000 indianischen Hilfstruppen und afrikanischen Sklaven-Kriegern und stach am 23. Januar 1534 mit Südkurs in See. Nach schwieriger Seefahrt mit Stürmen und Wassermangel landete er am 25. Februar 1534 in der Bucht von Caráquez im heutigen Ecuador und begann einen Eroberungszug in den noch nicht unterworfenen Norden des Inkareichs. Er war jedoch zu weit im Norden gelandet und musste sich zunächst durch Dschungel kämpfen. Auch für den Aufstieg in die Anden wählte er einen ungünstigen Weg über den Pass zwischen Cotopaxi und Carihuairazo, einen der höchstgelegenen Andenpässe des Landes. In Eis und Schnee kamen 80 Spanier, ein großer Teil der Indianer sowie viele Pferde ums Leben. Er kam jedoch zu spät: Am 22. Juni hatte Pizarros Hauptmann Sebastián de Belalcázar die durch den Krieg stark in Mitleidenschaft gezogene, ehemals reiche Stadt Quito erobert.
Alvarado zog weiter in Richtung Süden. Im August 1534 wurde sein Trupp von Pizarros Partner Diego de Almagro bei Riobamba gestellt. Eine gewaltsame Auseinandersetzung zwischen Alvarados zahlenmäßig überlegenen, aber erschöpften Armee und Almagros Kräften lag in der Luft. Nach langwierigen Verhandlungen schlossen Almagro und Alvarado am 26. August schließlich einen Vertrag: Alvarado trat an Pizarro und Almagro seine Schiffe, seine Ausrüstung und seine vorgeblichen Ansprüche ab und sollte dafür 100.000 Goldpesos (ca. 450 kg) erhalten. Um den Jahreswechsel 1534/35 trafen Almagro und Alvarado in Pachacámac mit Pizarro zusammen, der dem Vertrag zustimmte und die Geldmittel aufbrachte. Anschließend kehrte Alvarado nach Guatemala zurück. Seine enttäuschten Männer schlossen sich Pizarro und Almagro an. Viele von ihnen nahmen in den Jahren von 1535 bis 1537 an Almagros erfolgloser Expedition nach Chile teil.

### Tod im Mixtón-Krieg

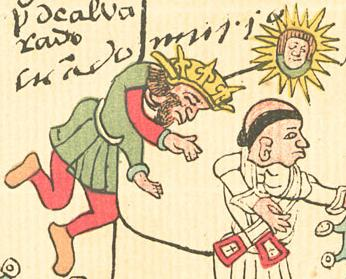
Der Tod des Pedro de Alvarado, dargestellt von einem aztekischen Künstler. Auf dem Kopf trägt er einen Strahlenkranz, der einer Krone ähnelt und eine Verbindung zur Sonne hat. Das weist auf Alvarados aztekischen Namen Tonatiuh („Sonne“) hin.

Im Frühjahr 1540 begann in Nueva Galicia („Neu-Galicien“) der Mixtón-Krieg. Da sich die Revolte gegen die spanische Herrschaft schnell ausbreitete, schickte Antonio de Mendoza, der Vizekönig von Neuspanien, Cristóbal de Oñate zur Bekämpfung der Rebellion dorthin. Doch Oñate versagte und wurde von den Aufständischen besiegt. Deshalb wandte sich der Vizekönig an den kampferprobten Pedro de Alvarado. Am 12. Juni 1541 traf dieser mit Verstärkung in der Region ein. Er stellte die spanische Ordnung in Guadalajara wieder her und wandte sich dann den Aufständischen in Nochistlán zu. Während eines Gefechts stürzte das Pferd eines anderen Reiters. Alvarado wurde von diesem Pferd einen Abhang hinuntergerissen; dabei stürzte das Pferd auf ihn und verletzte ihn schwer. Da man seine Wunden nicht vor Ort behandeln konnte, trug man ihn auf einer Bahre in die nächste Stadt. Dort starb Pedro de Alvarado am 4. Juli 1541, ehe er den Aufstand vollständig hatte niederschlagen können. Seine Witwe blieb in Guatemala und starb nur wenig später in ihrem Haus nach dem Ausbruch eines Vulkans in einer Schlammlawine. Bis zu seinem Tod blieb Pedro de Alvarado im Amt des Gouverneurs von Guatemala. An der Grenze Guatemalas zu El Salvador wurde eine Stadt nach dem Konquistadoren benannt.